# Wenzel Franz Jäger
Wenzel Franz Jäger (4. dubna 1861 Větrov – 8. prosince 1928 Raspenava) byl německočeský malíř, krajinář.

## Život
Narodil se ve Větrově 4. dubna 1861 do rodiny řezníka Josefa Jägera. Po absolvování obecné a měšťanské školy ve Frýdlantu vystudoval Učitelský ústav v Trutnově. V roce 1881 nastoupil na místo učitele v Raspenavě. Zásadním milníkem v jeho životě byl sňatek 22. listopadu 1884 s Marií Richterovou, dcerou bohatého raspenavského továrníka. Jäger projevoval od mládí umělecké nadání a sňatek s bohatou nevěstou mu umožnil zahájit v roce 1891 studium na Uměleckoprůmyslové škole ve Vídni. Studoval u profesorů Hanse Machta (1844–1914), Andrease Grolla (1850–1907) a Rudolfa Ribarze (1848–1904). Odtud později přešel na vídeňskou Akademii, kde své malířské školení ukončil v roce 1898. Později si své malířské vzdělání rozšířil v Německu, v mistrovském atelieru Adolfa Hölzela (1853–1934) v Dachau.
Během roku 1901 vystavoval v Mnichově, později v Drážďanech a v letech 1905–1906 také v Praze. Jägerovu tvorbu mohli pravidelně zhlédnout také návštěvníci výstav ve Vídni v galerii Miethke a svá díla prezentoval také společně se spolkem Wiener Secession. Spolu s Jägerem vystavovali také Gustav Klimt, Egon Schiele a další i později uznávaní umělci.
V roce 1902 se vrátil natrvalo do Raspenavy, kde žil ve vile "Na Kopečku" (čp. 585), kterou mu nechal postavit jeho tchán Josef Anton Richter, továrník ze sousedního Luhu. Dne 8. prosince 1928 se jeho život uzavřel. Byl raněn mrtvicí ve svém raspenavském atelieru. Jeho ostatky jsou uloženy na místním hřbitově.

## Galerie

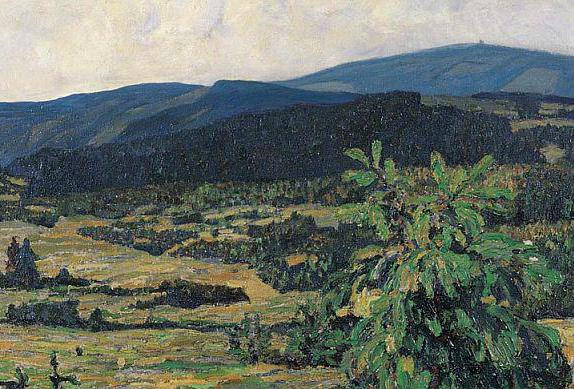
W. F. Jäger: Krajina (pohled na Jizerské hory)
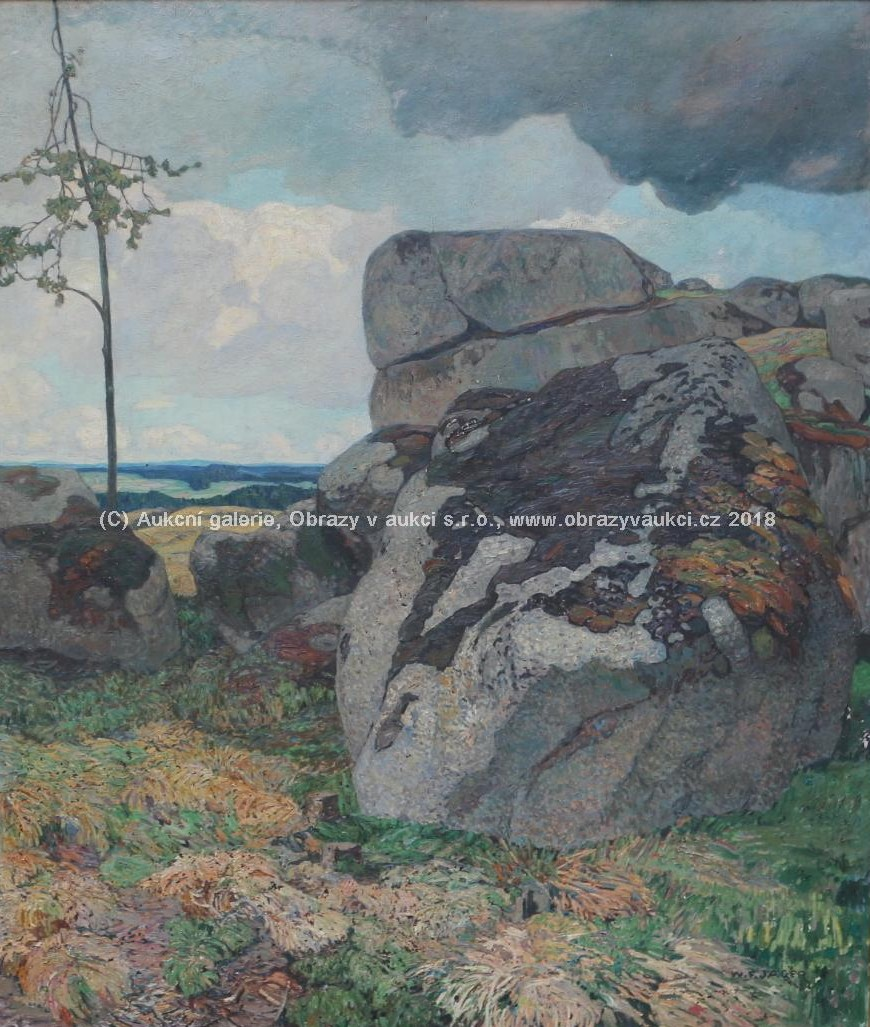
W. F. Jäger: Raspenava
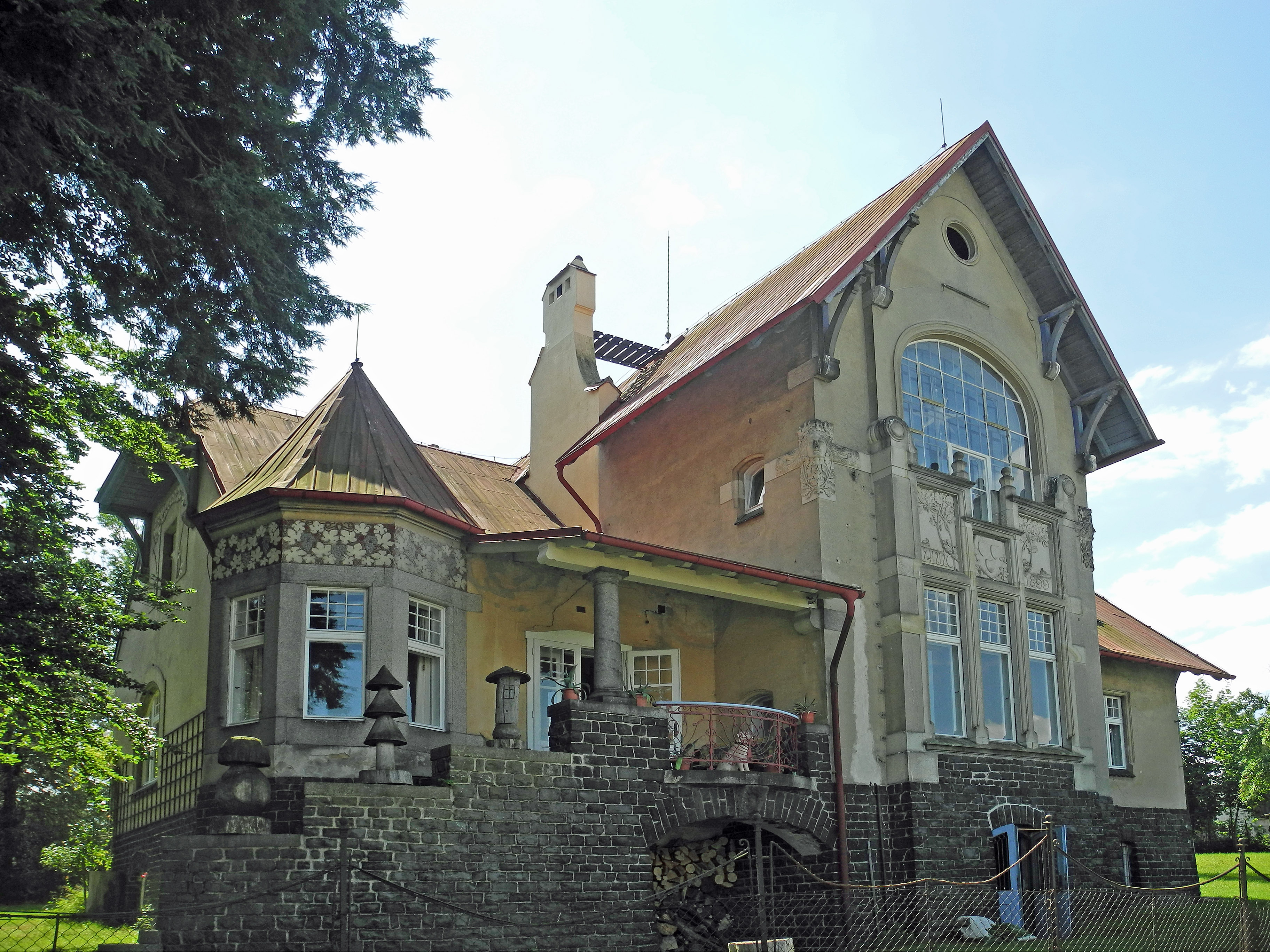
Jägerova vila, Na Kopečku 585, Raspenava
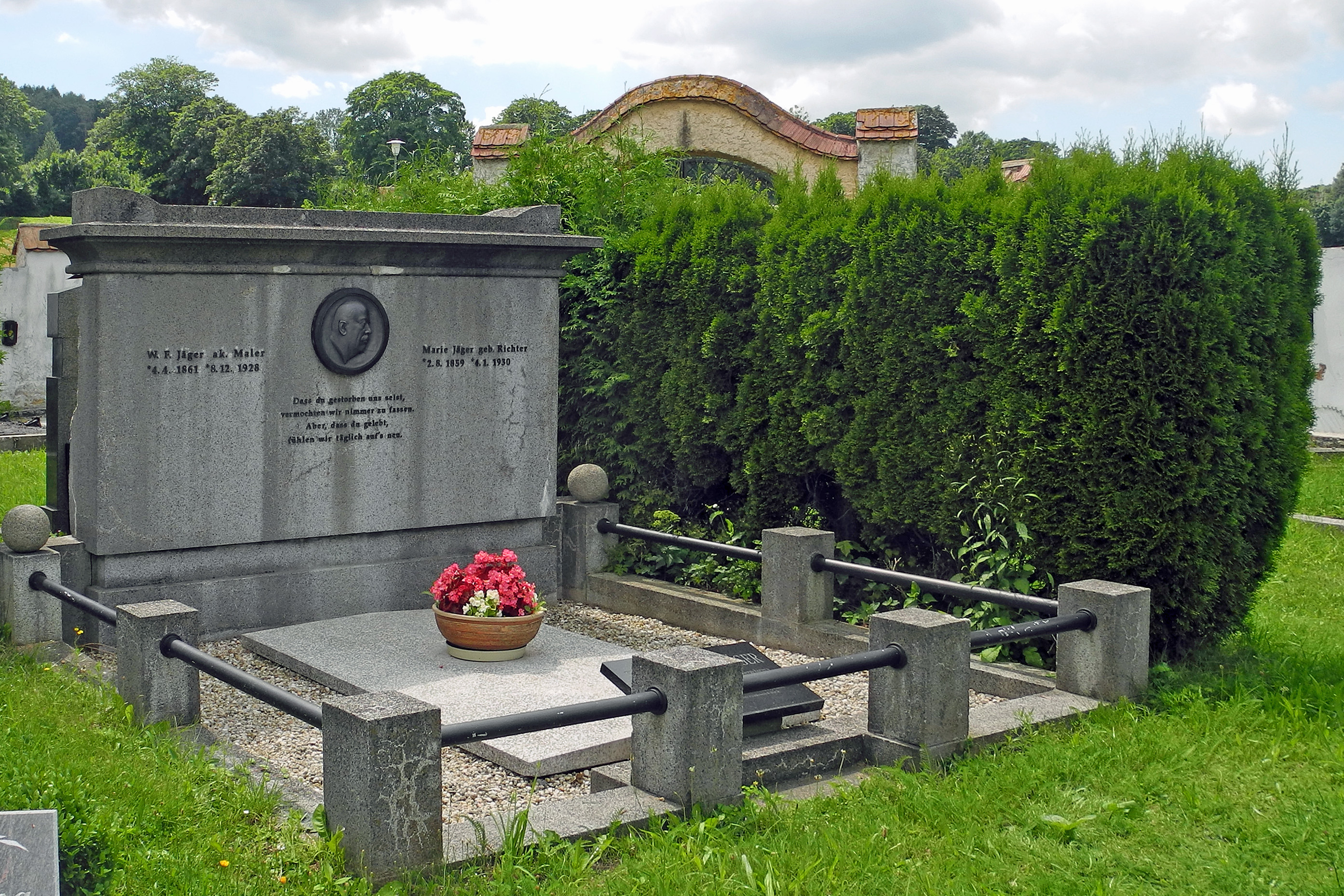
Hrob W. F. Jägera v Raspenavě